# Gli occhiali d'oro
Gli occhiali d'oro (Los anteojos de oro) es una coproducción italo-franco-yugoslava dirigida en 1987 por Giuliano Montaldo.
Basada en la novela homónima de Giorgio Bassani, está ambientada en la Italia fascista de Benito Mussolini.

## Sinopsis
En 1938, la discriminación racial es algo patente en Ferrara. La comunidad judía es rechazada y humillada. David Lattes (Rupert Everett) es un joven judío prepara su boda con Nora (judía también), pero esta, antes de que la inmininte alianza de Mussolini con Alemania surta efecto, abandona a David para convertirse al catolicismo y casarse con un joven fascista, salvaguardando así su propia seguridad.
El propio David es testigo también de la triste historia del Dr. Fadigati, un médico muy apreciado y con una gran clientela. El médico es homosexual y está enamorado de Eraldo, un joven boxeador compañero de estudios de David en la universidad. Eraldo se convierte en un amigo muy especial de Fadigati gracias a los caros regalos que este le hace. Ambos pasan las vacaciones en un lujoso hotel junto al mar donde empiezan a correr los chismes. Las cosas se agravan y Eraldo golpea a Fadigati y le abandona. Esto transciende en un escándalo y el médico queda cada vez más solo y marginado. Solo cuenta con la comprensión y la amistad de David. Finalmente Fadigati acabará suicidándose.

## Reparto
| Actor              | Personaje                                   |
| ------------------ | ------------------------------------------- |
| Philippe Noiret    | Dr. Athos Fadigati                          |
| Rupert Everett     | Davide Lattes                               |
| Stefania Sandrelli | Sra. Lavezzoli                              |
| Valeria Golino     | Nora Treves, novia de David                 |
| Nicola Farron      | Eraldo, el boxeador amante del Dr. Fadigati |
| Roberto Herlitzka  | Profesor Amos Perugia                       |
| Luca Zingaretti    | Molon                                       |

## Premios
- 1987: Premio "Golden Osella" por mejor Diseño y Vestuario para Luciano Ricceri y Nanà Cecchi (Festival de Cine de Venecia).
- 1988: Premio "David" al mejor músico Ennio Morricone (Premios David de Donatello).